# Metilfosfonato de 2-etoxicarbonil-1-metilvinil ciclohexilo
Metilfosfonato de 2-etoxicarbonil-1-metilvinil ciclohexilo, é um composto organofosforado sintético formulado em C13H23O5P.   